# Katod

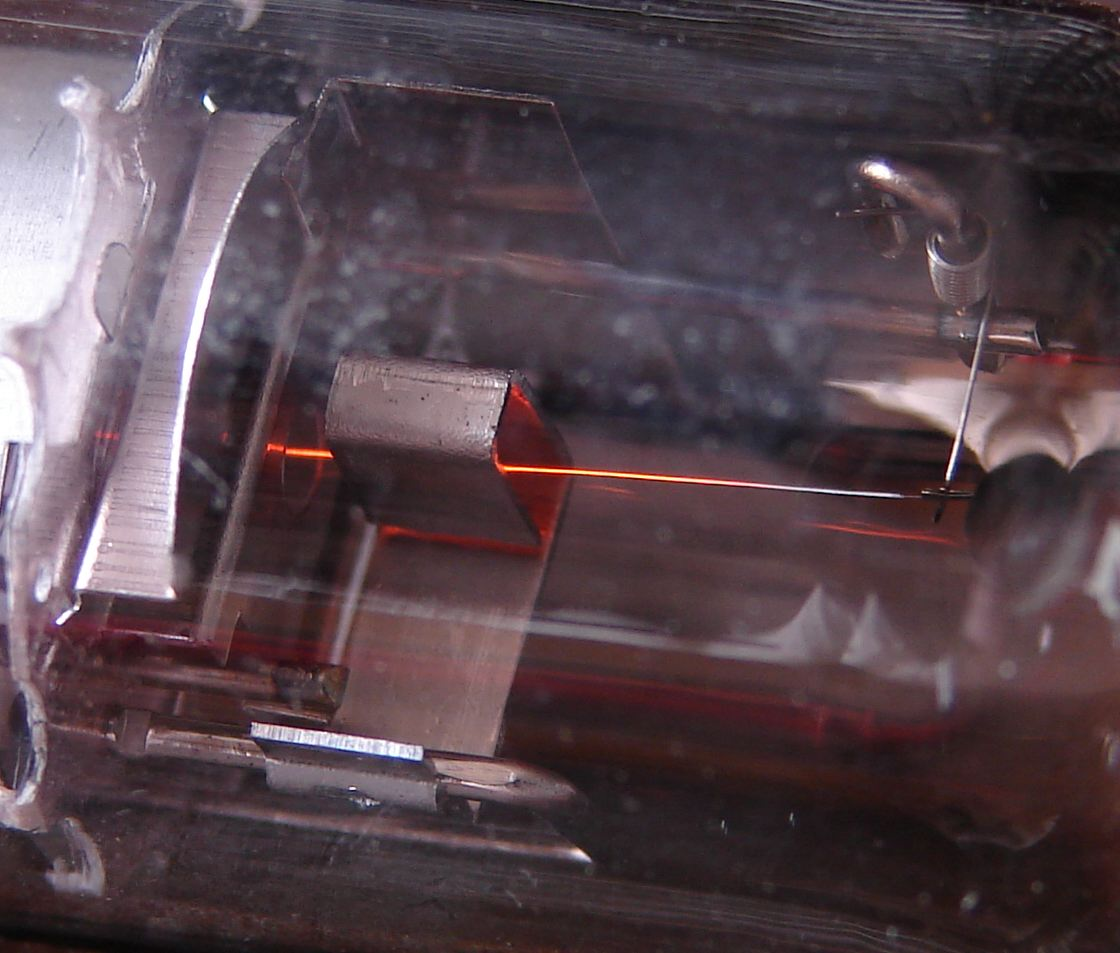
Katod (glödande tråd) i ett elektronrör

En katod är den elektrod där reduktion äger rum, det vill säga den pol vid vilken metalljoner i elektrolyten upptar elektroner och omvandlas till metall.
Beteckningen används även i elektroniska komponenter såsom dioder och elektronrör. Elektronrör innehåller en glödkatod som emitterar elektroner, katodstrålar.
Vid elektrolys ansluts katoden till strömkällans minuspol. En vanlig minnesregel vid elektrolys är PANK = Positiv Anod, Negativ Katod. Detta gäller enbart vid batterier under uppladdning och exempelvis dioder som är framspända. Vid urladdning av ett batteri (galvanisk cell) är förhållandet det omvända; den negativa polen kallas då Anod och den positiva Katod, då blir minnesregeln PKNA = Positiv Katod, Negativ Anod.
Vid galvanisk korrosion, som kan symboliseras som ett galvaniskt element sker en oxidation vid anoden och en reduktion vid katoden. Katoden kan utgöras av en mer ädel metall än den som anoden består av men mycket vanligt är att katoden består av syrgas som reduceras till vatten. Anoden utgörs ofta av en relativt oädel metall som järn eller zink. Järnkonstruktioner skyddas ofta galvaniskt genom att beläggas med zink. Det räcker i princip att fästa en zinkbit offeranod vid en järnbåt så är båten genast betydligt mer skyddad mot korrosion än utan zinkbit. God elektrisk kontakt mellan järnkonstruktionen och offeranoden är viktigt.
Begreppet introducerades av vetenskapsmannen Michael Faraday.